# Нова Москва (фільм)
«Нова Москва» (інші назви: «Пісня про Москву», «Весела Москва») (рос. Новая Москва) — радянський художній фільм 1938 року, режисера Олександра Медведкіна про сталінську реконструкцію Москви. Фільм на екрани не вийшов.

## Сюжет
Ексцентрична комедія про подорож до Москви юного конструктора Альоши, яка зробив «живий» макет майбутньої столиці. Колізію фільму складають любовні перипетії героя, що знайшов у Москві свою любов — Зою, а також лірико-комічної пари — художника Феді і свинарки Олі на тлі тотальної реконструкції Москви.

## У ролях
- Данило Сагал —  конструктор Олексій Коноплянніков
- Ніна Алісова —  Зоя Новикова
- Павло Суханов —  художник Федя Утін
- Марія Барабанова —  студентка Тимирязєвської академії, Оля
- Марія Блюменталь-Тамаріна —  бабуся
- Микола Пажитнов —  інженер-гідролог Міша Кожевников
- Олександр Граве —  студент
- Іван Аркадін —  лікар-педіатр
- Михайло Рум'янцев —  камео
- Олена Ануфрієва —  сестра бабусі
- Михайло Державін —  розпорядник у виставковому залі
- Олексій Алексєєв —  інженер
- Ніна Зорська —  дівчина
- Лідія Смирнова —  дівчина

## Знімальна група
- Автор сценарію: Олександр Медведкін
- Режисер: Олександр Медведкін
- Оператор: Ігор Гелейн
- Художники: Валентин Кадочников, Андрій Нікулін
- Композитор: Володимир Юровський
- Автор текстів пісень: Михайло Ісаковський
- Звукорежисер: Євген Нестеров